# Onze-Lieve-Vrouw van de Heilige Rozenkrans en Sint-Jacobus de Meerderekerk
De Onze Lieve Vrouw Koningin van de Heilige Rozenkrans en Heilige Jacobuskerk was een rooms-katholieke kerk aan de Singel in Vlissingen, in de Nederlandse provincie Zeeland. 

## Geschiedenis
In 1905 werd het initiatief genomen tot de bouw van de kerk als bijkerk van de Sint-Jacobus de Meerderekerk aan de Wilhelminastraat uit 1858. De bouw begon in november 1910 en op 19 december 1911 werd de kerk ingewijd. Architect Albert Margry ontwierp een driebeukige neoromaanse kruiskerk. Het is onduidelijk of de kerk helemaal is voltooid, een toren is niet gebouwd. Wel zijn er twee kleine torens aan de achterzijde van de kerk aan weerszijden van de apsis. Deze apsis werd in de jaren 1914 en 1919 voorzien van in totaal vijf gebrandschilderde glas-in-loodramen uit het atelier van F. Nicolas en Zonen uit Roermond. In 1923 werd de kerk uitgebreid met een kapel en in 1925 met een nieuwe vleugel. Tot de jaren 1930 werd de kerk verder verfraaid met nieuwe kruiswegstaties en heiligenbeelden. In 1928 werd het priesterkoor gepolychromeerd.
In 1936 werd de pastorie verplaatst van de Jacobskerk, waarmee de O.L.V.-kerk feitelijk de parochiekerk was geworden. Tussen 1936 en 1938 werd de kerk daarvoor vergroot, het schip werd met drie traveeën uitgebreid. In januari 1939 kon de kerk weer plechtig in gebruik worden genomen. De oude Sint-Jacobskerk was in 1938 al verkocht en werd afgebroken. Het orgel werd overgebracht naar de Onze-Lieve-Vrouwekerk.
De O.L.V.-kerk raakte zwaar beschadigd in de Tweede Wereldoorlog. In oktober 1944 liep de kerk onder water tijdens de inundatie van Walcheren en in de nacht van 1 op 2 november werd de kerk getroffen door 17 bommen. Het gebouw kon in 1945 worden hersteld en werd weer in gebruik genomen.
Bij het Tweede Vaticaans Concilie werden kerkhervormingen doorgevoerd waardoor het interieur van de kerk moest worden gewijzigd. In 1965 werden de kansel en biechtstoelen verwijderd en werd een nieuwe altaar gebouwd.
De Onze Lieve Vrouw Koningin van de H. Rozenkrans en H. Jacobusparochie is in 1999 gefuseerd met de Sint-Martinusparochie uit Souburg en de Emmanuelparochie uit de wijk Pauwenburg tot de nieuwe "Parochie Zuid-Walcheren". Per 1 januari 2010 fuseerde deze parochie met de parochie van Middelburg tot de nieuwe "Heilige Mariaparochie Walcheren". De kerk bleef in gebruik voor de katholieke eredienst.
Door toenemende afname van het aantal parochianen konden de hoge onderhoudskosten van de kerk niet meer worden opgebracht. Daarom werd eerst gekeken of een deel van de kerk en pastorie kon worden verbouwd tot appartementencomplex, om zo de kosten voor het onderhoud te kunnen blijven betalen. In januari 2022 werden echter definitieve plannen gepresenteerd voor de herbestemming van het kerkgebouw als hotel. Op 24 april 2022, met Beloken Pasen, is de laatste dienst gehouden, waarna de kerk op 1 juni zal worden overgedragen voor de verbouwing. Het ligt in de bedoeling om de Emmanuelkapel van de kerk te renoveren, welke in gebruik zal blijven bij de parochie.

## Pastoors
- 1856–1863: Joannes Bots (1824–1901)[4]
- 1863–1870: H. Schlüter[5]
- 1870–1879: H.L. Spoorman[6]
- 1879–1884: Wilhelmus Joannes van der Meer (1839–1884)[7]
- 1884–1888: L.E. Jansen[8]
- 1888–1899: M.H.P.M. de Graaf[9]
- 1899–1905: L. Stolk[10]
- 1905–1909: J.P. Hunting († 1909)[11]
- 1909–1934: P.G.W.J. van der Aa[12]
- 1934–1945: J.B.M. Timp[13]
- 1945–1949: P. Poppen[14]
- 1949–1955: C. Ouwendijk[15]
- 1955–1962: J.N. Kossen[16]
- 1962–1967: Honoré Maria Adriaansens (1905–?)[17]
- 1967–1991: Wim van der Riet (1916–2017)
- 1991–1999: Peter van Hecke (1941–2016)
- 1999–2018: Paul de Maat (1939–)
- 2018–2022: Fons van Hees (1950–2023)[18]